# Essaouira
Essaouira (în limba arabă الصويرة, iar în berberă: Tassourte „Cea bine păzită” sau Amogdul „Bine păzită”) este un oraș în Maroc. În vechime, purta denumirea, Mogdura în limba portugheză, Mogadur în limba spaniolă, iar în limba franceză Mogador. În limba arabă, Essaouira semnifică „Cea bine desenată”.
Este un oraș portuar, pe coasta Atlanticului, numărând vreo 70.000 de locuitori, fiind centrul de reședință al provinciei cu același nume, care numără circa 500.000 de locuitori.

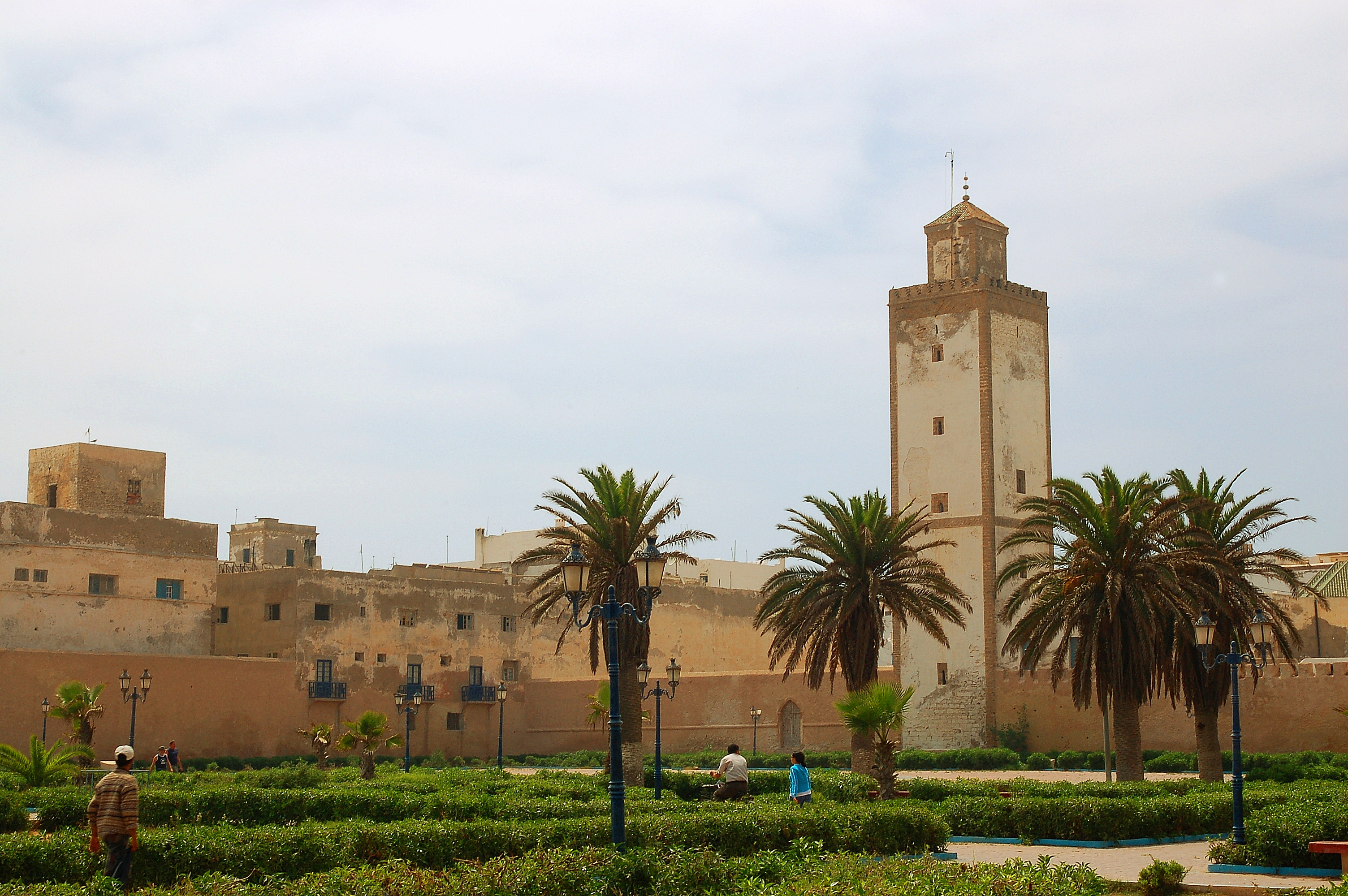
Essaouira - Zidurile de apărare ale Medinei

Medina sa este înscrisă în lista patrimoniului mondial al UNESCO.

## Geografie

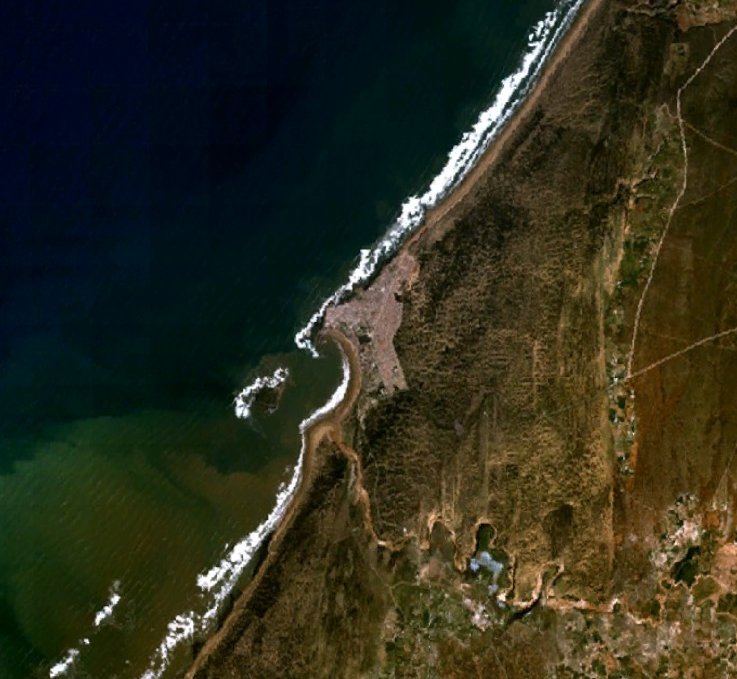
Fotografie din satelit a oraşului Essaouira (NASA)

Essaouira este un oraș-port situat pe coasta Atlanticului, la 173 km la nord de Agadir, la 176 km la vest de Marrakech și la 360 km la sud de Casablanca.

## Istorie
Potrivit tradiției, după fondarea Cartaginei în anul 814 î.Hr., negustori punici s-au îndreptat spre extremul Occident, până la Essaouira actuală, pentru a instala acolo așa zise contoare, agenții de comerț. Primii oameni despre care există informații vorbeau o limbă berberă. De atunci Essaouira, acest loc de ancorare folosit de navigatorul cartaginez Hannon, din secolul al VI-lea î.Hr., protejat de alizee și bogat în apă potabilă, a servit, timp de mai multe secole, drept avanpost pe drumul spre Capul Verde și spre ecuator. Spre secolul al III-lea î.Hr., berberii s-au organizat în monarhie. 
Ca urmare a celui de-al III-lea Război Punic, regiunea a trecut, în anul 146 î.Hr. sub influența romană, devenind stat clientelar al Romei. Cel mai cunoscut suveran al acestui regat este Juba al II-lea.
Suveranul a favorizat dezvoltarea producției de alimente conservate prin saramură și de purpură. Această a doua activitate (producția de vopsea pornind de la o scoică: murex) explică renumele insulelor Purpurare (în largul orașului Essaouira), până la sfârșitul Imperiului Roman. Această culoare roșie, la antici, era sinonimă cu un rang social înalt. În anul 42 d.Hr., Roma a anexat regatul berber, pentru a-l transforma în provincia romană Mauretania tingitana.
În Evul Mediu, marinarii portughezi au evaluat toate avantajele acestui golf natural și au denumit orașul Mogador, deformare probabilă a numelui Sidi Mogdoul, un ascet musulman local.
Evreii aveau un statut special de intermediari între sultan și puterile străine, obligate să instaleze la Essaouira o „Casă consulară” (erau chiar zece astfel de Case consulare în Kasbah-ul de la Essaouira). Erau numiți „negociatori ai regelui” sau „reprezentanți consulari”. Ei dețineau, de exemplu, monopolul vânzării de grâu creștinilor, activitate interzisă musulmanilor.

## Orașul nou

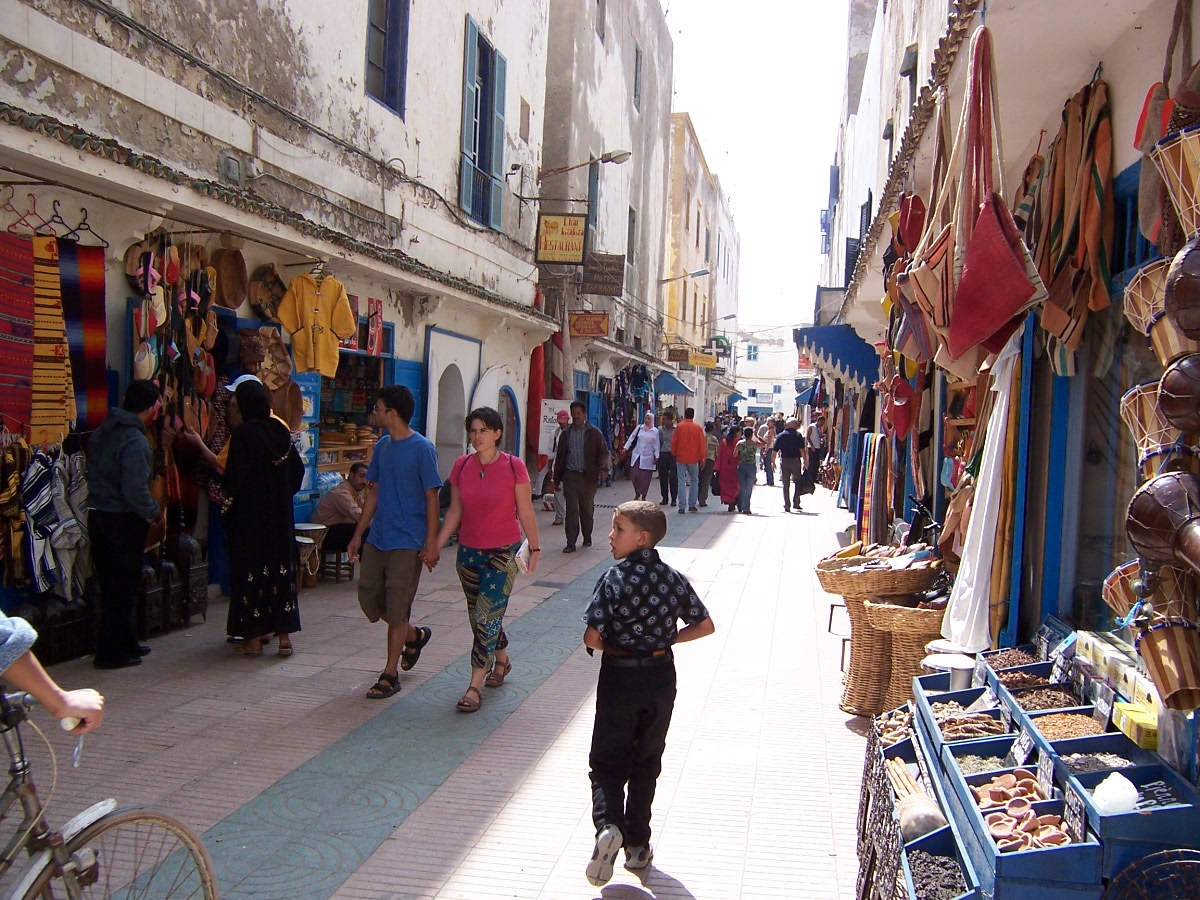
Stradă în Essaouira

În 1764, sultanul Mohammed ben Abdellah decide instalarea la Essaouira a bazei sale navale, de unde corsarii plecau să pedepsească locuitorii din Agadir revoltați contra autorității sale. Sultanul face apel la Théodore Cornut, un arhitect francez aflat în slujba britanicilor din Gibraltar. Sultanul îl primește cu toate onorurile datorate unui mare artist și-i încredințează realizarea noului oraș «în milocul deșertului și al vântului, acolo unde nu era nimic». Cornut, care fusese folosit de Ludovic al XV-lea, la construirea fortificațiilor de la Roussillon, a lucrat 3 ani la edificarea portului și kasbah-ului, al cărui plan original se păstrează la Biblioteca Națională a Franței de la Paris. Se pare că a doua centură de fortificații și medina au fost desenate cu mult după plecarea lui Cornut. Sultanul n-a mai dorit să prelungească colaborarea cu arhitectul Cornut, reproșându-i francezului de a fi prea scump și de a fi lucrat pentru dușmanul britanic. Cu planul său foarte regulat, orașul își merită numele actual de «Es Saouira», care semnifică "Cea bine desenată".

## Pescuitul de sardele
Vechi sit portuar, Essaouira, vechiul Mogador al portughezilor, apoi al francezilor, de proporții modeste, s-a văzut din ce în ce mai mult concurat de porturile mai mari pentru pescuitul sardelelor pe coasta atlantică.

## Turism
Orașul Essaouira este o stațiune balneară.

## Galerie de imagini

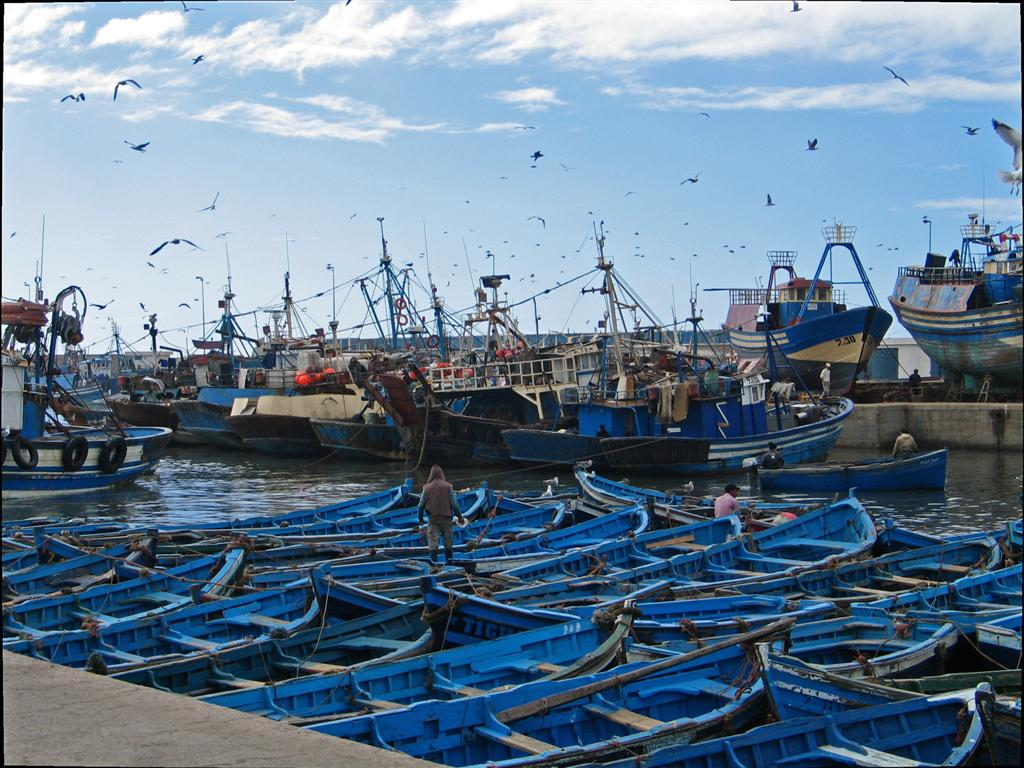
Portul Essaouira
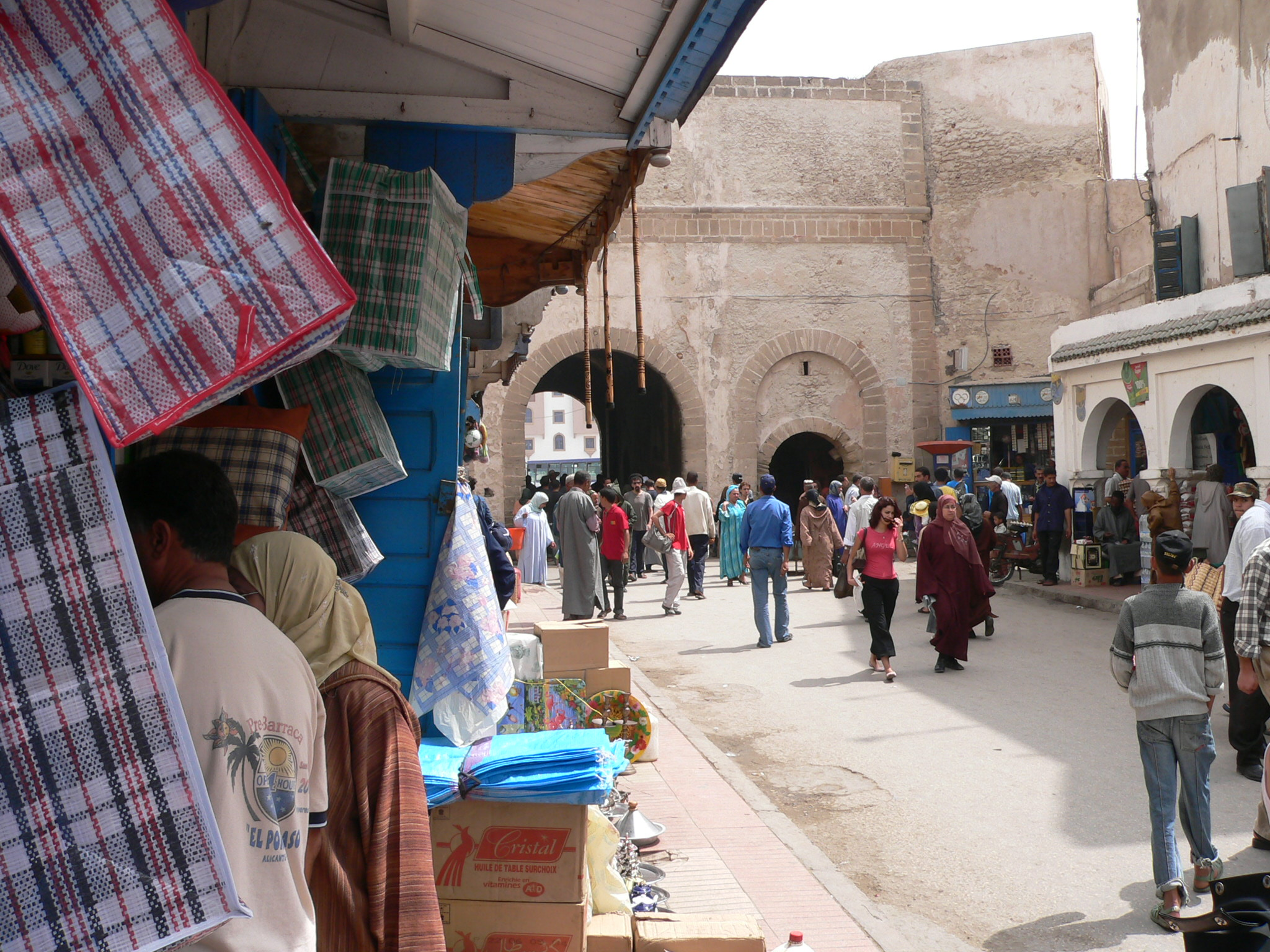
Una dintre intrările în medina
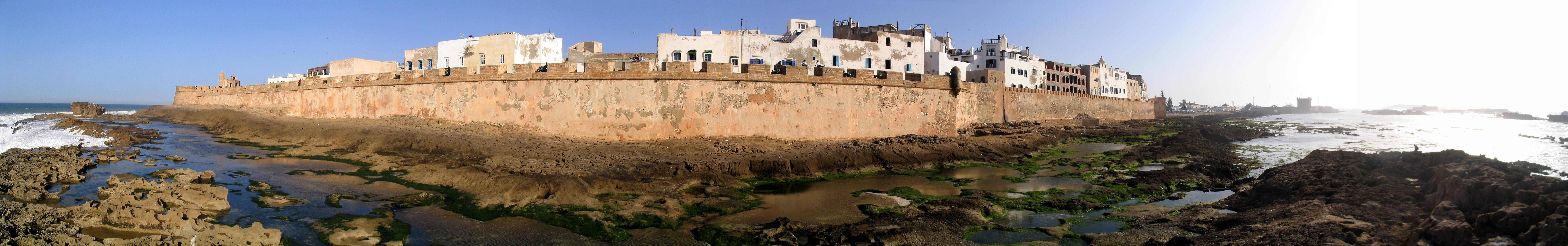
Vedere panoramică a fortificațiilor portugheze ale Essaouirei.

## Cultură
- Orson Welles a turnat aici filmul Othello (The Tragedy of Othello) : The Moor of Venice, 1952
- În 2004, Ridley Scott a reconstituit aici Ierusalimul medieval pentru filmul Kingdom of Heaven.
- Orașul natal al lui Léon Vuillemain, as din Al Doilea Război Mondial, care s-a născut la 22 martie 1915.
- Muzeul Sidi Mohamed Ben Abdallah, altădată casă seniorală.

### Festivalul Gnaoua de la Essaouira
- Orașul Essaouira este cunoscut prin Festivalul Gnaoua, care are loc, în fiecare an, în luna iunie.

Articol principal: Festivalul Gnaoua de la Essaouira

### Patrimoniu mondial UNESCO
Cartierul istoric al orașului (medina) face parte din patrimoniul mondial UNESCO.

## Personalități ale orașului
- André Azoulay, născut în 1941
- Léon Vuillemain, născut în 22 martie 1915
- Hamza Ben Driss Ottmani, născut în 1943
- Edmon Amrane El Maleh
- Taib Seddiki

## Înfrățiri
Orașul Essaouira este înfrățit cu:
- Etterbeek, Belgia
- Île de Gorée (oraș), Senegal
- La Rochelle, Franța
- Saint-Malo, Franța